# Hiltrud Fichte
Hiltrud Fichte (* 28. Februar 1925 in Dresden; † 12. Juli 2016 ebenda) war eine deutsche Diakonisse und Missionarin der Leipziger Mission in Indien, wo sie 32 Jahre lebte und arbeitete. 

## Werdegang
Hiltrud Fichte wuchs in Hauswalde auf und ging nach ihrer Konfirmation in die Marthaschule der Diakonissenanstalt Dresden. 1941 wechselte sie nach Eisenach zur dortigen Diakonissenhausstiftung und vollendete dort 1944 ihre begonnene Ausbildung zur Kindergärtnerin. Nach dem Zweiten Weltkrieg arbeitete sie als Kindergärtnerin der Diakonissenanstalt Dresden. 
Fichte entschied sich, ihr Leben ganz in den Dienst Jesu zu stellen und Diakonisse zu werden, 1949 trat sie der Gemeinschaft bei. Die Krankenpflegeausbildung schloss sie 1953 mit dem staatlichen Examen ab, im Januar 1954 wurde sie zur Diakonisse eingesegnet. Zwei Wochen später führte sie ihr Weg ins Missionshaus Leipzig, anschließend ins Mutterhaus Neuendettelsau und zum Sprachkurs nach England. 
1955 zog sie um nach Neuendettelsau. Auf ihr Arbeitsvisum für Indien musste sie zwei Jahre warten, in dieser Zeit war sie in verschiedenen kirchlichen Einrichtungen tätig. 
Am 24. Juni 1955 wurde Hiltrud Fichte von Missionsdirektor Carl Ihmels in Nürnberg zum Missionsdienst in Indien abgeordnet, im August 1955 erreichte sie Madras (heute Chennai). Sie erhielt zunächst zwei Jahre intensiven Sprachunterricht in Tanjore (heute Thanjavur). 1959 übernahm sie die Leitung der Girls’ Christian Highschool in Tanjore. 
1964 nach ihrem ersten Heimaturlaub wurde sie nach Mayuram (heute Mayiladuthurai) versetzt. Dort war sie sowohl für die Grundschule und das Kinderheim als auch für die ausgedehnten Palmen-, Bananen- und Mango-Plantagen verantwortlich. 
Sie gründete in Mayiladuthurai in Südindien verschiedene Kinderbetreuungs-Einrichtungen, so etwa 1980 das Anbumalar Day Care Centre in Sitharkadu, einem Vorort von Mayiladuthurai, und einen Kindergarten, der übersetzt „Liebesblume“ heißt. 
Am 1. Oktober 1989 kehrte Hiltrud Fichte nach Neuendettelsau zurück und konnte den Fall der Mauer bei ihrer Schwester in Halberstadt miterleben. 2002 zog sie ins Diakonissenhaus Dresden und damit zurück in ihre Geburtsstadt.
Mehr als 25 Jahre lang arbeitete Hiltrud Fichte „schwesterlich verbunden, Seite an Seite und Hand in Hand“ mit Siron Athisayam, der Leiterin der Frauenarbeit in der Tamilischen Evangelisch-Lutherischen Kirche (TELC). Zu ihren Nachfolgerinnen hielt sie Kontakt und begleitete deren Arbeit mit mütterlichem Rat. Sie empfing immer wieder Gäste aus Tamil Nadu.
Schwester Hiltrud Fichte wurde am 22. Juli 2016 in Dresden beigesetzt,  zahlreiche Menschen erwiesen ihr die letzte Ehre. Die Trauerpredigten hielten Christian Samraj, Botschafter der TELC, und Thilo Daniel, Rektor der Diakonissenanstalt Dresden. In Mayiladuthurai wurde ihr zu Ehren am selben Tag ein Dankgottesdienst gefeiert.